# Nonzee Nimibutr
Nonzee Nimibutr (en tailandés: นนทรี ย์ นิ มิ บุตร; 18 de diciembre de 1962) es un director de cine, productor de cine y guionista tailandés, más conocido por su novela fantasma Nang Nak. Generalmente se le reconoce como el líder entre una «nueva ola» de cineastas de Tailandia, que también incluyen Pen-Ek Ratanaruang, Sasanatieng Wisit, y Apichatpong Weerasethakul.

## Biografía

### Educación
Nonzee se graduó con un Bachillerato en Artes en el diseño de comunicación visual de la Facultad de Artes Decorativas en Silpakorn Universidad en 1987. Sus compañeros de clase incluyen Wisit Sasanatieng así como el diseñador de producción Ek Iemchuen. Comenzó su carrera como director de comerciales de televisión y Vídeos Musicales.

### Primeras películas
Hizo su debut cinematográfico en 1997 con Dang Bireley y Gangsters joven, con un guion de Wisit Sasanatieng. La historia se estableció en 1956 en Bangkok, y sigue las aventuras de una pandilla de jóvenes delincuentes, con la acción que muestra la influencia de John Woo. Fue elegida mejor película en el National Film Awards Tailandia, y fue nominada para un Premio Dragones y Tigres en el Festival Internacional de Cine de Vancouver.
Su siguiente película fue Nang Nak , un Thriller basado en una historia de fantasmas populares de Tailandia, también con guion de Wisit. Una historia de fantasmas famosos que ha sido representada en muchas películas y series de televisión tailandesa, la historia es sobre un esposo que llega a casa después de la guerra, queriendo volver a vivir con su esposa y su hijo recién nacido que, sin él saberlo, han muerto durante su ausencia. 
El mal humor enmarcado en esta película de terror ha ganado numerosos premios, incluyendo mejor película en el National Film Awards Tailandia.
Ambos filmes Gangsters y Nang Nak fueron éxitos de taquilla, así dando crédito al nuevo impulso tomado por la industria cinematográfica tailandesa.

### Pan-Asiático de Producción
Con su tercera película, Jan Dara, Nonzee comenzó una tendencia de producción de películas de Asia-pan en la industria de Tailandia, con lo que en Hong Kong la actriz Christy Chung para protagonizar el drama erótico. También pidió que la financiación de estudios fuera de Tailandia de drama erótico Nimibutr Nonzee, Jan Dara, desafió a la censura de Tailandia Código.
Antes de su lanzamiento, Jan Dara fue controvertida porque su tema materia sexual, con la participación de incesto, violación y aborto, prueba los límites de Tailandia 1930 Censura Código. La película fue lanzada con el tablero de los recortes de la ejecución comercial de la película en Tailandia, pero estaba disponible para los festivales de cine sin cortes.
Nonzee también se convirtió en bastante activo como productor, poniendo su nombre en películas como Bangkok Dangerous por los Hermanos Pang; Lágrimas del Tigre Negro por Wisit Sasanatieng; la épica batalla histórica, Bangrajan por Thanit Jitnukul y Pen-Ek Ratanaruang's Monrak transistor.
Él cofundó su propia compañía de producción, Cinemasia, con su socio de producción, Duangkamol Limcharoen. Ella murió en 2003.
Continuando en su camino de la producción de Asia-pan, Nonzee inició la trilogía de terror, de tres, en la que él y otros dos directores, Hong Kong Peter Chan y Corea del director Kim Ji-Woon, cada una dirigida a un segmento.

## Los últimos trabajos
Mientras mantiene ocupado como productor, dirigió del 2003 Baytong clic en Aceptar, un contemporáneo drama históricos acerca de un joven que debe abandonar el budista monjes y vaya a musulmanesdominados por el sur de Tailandia para asistir a los asuntos de su hermana, que murió en un tren de bombardeo.
En 2005, dirigió un cortometraje, El techo de la Academia de Cine de Asia, en conjunto con el Pusan International Film Festival. El 18-minutos, en idioma inglés película fue protagonizada por los actores del Sur de Corea es la historia de un joven escritor que se mete en el crawlspace por encima de su apartamento y espía a la mujer que vive al lado.
Su siguiente película, Reinas de Langkasuka, es una historia de fantasía épica participación de piratas-y tres princesas que debe proteger su reino, Langkasuka. La película originalmente iba a ser llamado Reinas de Pattani, pero el nombre fue cambiado para evitar posibles connotaciones políticas derivadas de la insurgencia del sur de Tailandia y el separatismo Pattani. Shooting began in August 2006. The film stars Jarunee Suksawat, Ananda Everingham from Shutter, Dan Chupong from Kerd ma lui, Jesdaporn Pholdee, Winai Kraibutr and Sorapong Chatree.
El rodaje comenzó en agosto de 2006. La película está protagonizada por Jarunee Suksawat, Ananda Everingham de obturación, Chupong Dan de Kerd ma lui, Jesdaporn Pholdee, Kraibutr Winai y Chatree Sorapong. 
Otra película mencionado como en el desarrollo de Nonzee es un thriller de fantasmas, Toyol, una coproducción de Singapur sobre un par de Hong Kong los niños que se trasladan con su padre a Bangkok y se introducen en una madrastra que no les gusta, en una casa que tiene algunos problemas, a saber, la toyol.
Ha producido también Noo Hin: La película, una adaptación de acción en vivo de los populares de Tailandia comic (o manga) por Padung Kraisri, alrededor de un valiente de Isan mujer que trabaja como sirvienta en una clase media urbana de origen tailandés.
En 2008, se convirtió en el director de cine Nonzee quinto en ser honrado con el Ministerio de Cultura de Tailandia Silpathorn premio, un honor antes recibido de Pen-ek Ratanaruang, Apichatpong Weerasethakul, Wisit Sasanatieng y Pansittivorakul Thunska.

## Filmografía

### Director
- Dang Bireley's and Young Gangsters (2499 Antapan Krong Muang) (1997)
- Nang Nak (1999)
- Jan Dara (2001)
- Three, segment San Geng (The Wheel) (2002)
- OK Baytong (2003)
- The Ceiling (2005) (short film)
- Queens of Langkasuka (2008)
- Toyol (in development)